# Mildred Christina Akosiwor Fugar
Mildred Christina Akosiwor Fugar còn được gọi là Mildred Ankrah (12 tháng 6 năm 1938 - 9 tháng 6 năm 2005) là Đệ nhất phu nhân Ghana và là vợ của Joseph Arthur Ankrah. Cô đã được đưa lên Congo Bỉ và Gold Coast, và sau khi chồng cô trở thành người đứng đầu nhà nước Ghana, cô làm việc trong các công việc xã hội và tôn giáo.

## Tiểu sử
Cô sinh ngày 12 tháng 6 năm 1938 tại Luluabourg, Congo thuộc Bỉ (nay là Kananga, Cộng hòa Dân chủ Congo); đến ông Benoni Kwaku Fugar, một người Ghana và bà Pauline Isombe Edembe Fugar, một công dân Congo. Cô là con thứ tư trong bảy người con. Fugar bắt đầu đi học tại Tu viện Công giáo La Mã Keta ở Gold Coast (nay là Ghana), nơi cô cũng đã hoàn thành trường trung học vào năm 1957 và sau đó tiếp tục đến Đại học Thương mại Toàn cầu, Somenya. Mildred bắt đầu làm việc tại Cục Doanh thu Trung ương, nay là Dịch vụ Doanh thu Nội bộ Ghana, sau khi hoàn thành khóa học tại Trường Cao đẳng Thương mại Toàn cầu.
Cô gặp Tướng Joseph Arthur Ankrah lần đầu tiên vào năm 1962 sau khi chị gái Florence đến Trại Miến Điện để gia nhập quân đoàn phụ trợ của Quân đội Ghana. Florence nhìn thấy hai quan chức quân đội cấp cao và yêu cầu họ hướng cô đến "ông chủ của quân đội" để cô có thể nộp đơn. Ankrah đã bị cô ta bắt đi đến nỗi anh ta hộ tống cô ta trở về nhà với gia đình, nơi anh ta gặp Fugar. Họ đã đính hôn vào năm 1965 và sau đó kết hôn.
Sau một sự thay đổi của chính phủ vào năm 1966, và sự nổi lên của Ankrah thành người đứng đầu nhà nước Ghana, Fugar trở thành Đệ nhất phu nhân Ghana. Cô ấy làm việc rất nhiều trong công tác xã hội và tôn giáo.

## Qua đời
Mildred qua đời vào ngày 9 tháng 6 năm 2005 và được chôn cất vào ngày 29 tháng 6 cùng năm tại Nghĩa trang Osu ở Accra.